# Cirrhilabrus claire
Cirrhilabrus claire är en fiskart som beskrevs av Randall och Richard L. Pyle 2001. Cirrhilabrus claire ingår i släktet Cirrhilabrus och familjen läppfiskar. IUCN kategoriserar arten globalt som livskraftig. Inga underarter finns listade i Catalogue of Life.